# Se acabó el curro
 Se acabó el curro es una película coproducción de Argentina y Perú filmada en Eastmancolor dirigida por Carlos Galettini sobre su propio guion escrito en colaboración con Geno Díaz que se estrenó el 1 de septiembre de 1983 y que tuvo como actores principales a Víctor Laplace, Julio De Grazia, Moria Casán, Javier Portales y Tulio Loza. El director de fotografía fue el futuro director de cine Aníbal Di Salvo. Tuvo el título alternativo de  Compre antes que se acabe.

## Sinopsis
Dos porteños intentan estafar a un peruano que está en Buenos Aires de vacaciones.

## Reparto
- Víctor Laplace
- Julio De Grazia
- Moria Casán
- Javier Portales
- Tulio Loza
- Dalma Milevos
- Noemí Alan
- Adriana Brodsky
- Inés Murray
- Lucrecia Capello
- Osvaldo Tesser
- Elena Rusconi
- Saúl Jarlip
- Manuela Bravo
- Jorge Velurtas
- María del Carmen Ureta
- Orlando Sacha
- Sandro Parodi Cerna
- Aldo Piccioni
- Jenny Negri
- Susana Di Gerónimo

## Comentarios
La Nación opinó:

«El asunto de los dólares en una comedia sentenciosa. No creemos que los responsables de esta comedia se hayan propuesto sutilezas ni modos delicados de narrar.»

Manrupe y Portela escriben:

«Comedia digna de ver por lo elemental y lo menor, influenciada por el estilo de Plata dulce.»